# Magyar uralkodók házastársainak listája
A magyar királyné a mindenkori magyar király, majd apostoli király hitvesének címe volt. Az első királyi hitves Liudolf Gizella, I. István király házastársa volt 996-től haláláig. 1526 után a magyar királynéi cím a Habsburg császárok feleségét illete, akik egyben magyar királyok is voltak.
A magyar királynék 1526 után is viselték a címeket: német-római császárné (később Ausztria császárnéja) és cseh királyné. I. Lipót óta Magyarország minden királya Magyarország apostoli királya címet viselte, feleségeiket pedig Magyarország apostoli királynéjának nevezték.
A címet több mint kilenc évszázadon át, 1000-től 1918-ig viselték.
A Magyar Királyságnak két női uralkodója (királynője) volt, akiket királlyá koronáztak: I. Mária és Mária Terézia.

## Királynék listája
972-től, Géza fejedelem trónra kerülésétől 1946-ig, a Magyar Királyság megszűnéséig.

### Árpád-ház, 972–1038
| Képe | Címere | Neve                                      | Apja                                  | Születése | Házassága | Uralkodói hitvessé válása (koronázása)                                              | Uralkodói hitvesi terminus vége  | Halála         | Gyermekei                              | Házastársa        |
| ---- | ------ | ----------------------------------------- | ------------------------------------- | --------- | --------- | ----------------------------------------------------------------------------------- | -------------------------------- | -------------- | -------------------------------------- | ----------------- |
|      |        | Sarolt fejedelemné                        | Zombor gyula                          | 950 körül | 970 körül | 972 férje trónra lépte                                                              | 997. február 1. férje halála     | 1008 körül     | 1. Judit 2. István 3. Ilona 4. Sarolta | Géza              |
|      |        | Liudolf Gizella fejedelemné majd királyné | II. Henrik bajor herceg (Liudolf-ház) | 984 körül | 996       | 997 férje trónra lépte 1000. december 25./1001. január 1. férje királlyá koronázása | 1038. augusztus 15. férje halála | 1065. május 7. | 1. Ottó 2. Imre                        | I. (Szent) István |
| Képe | Címere | Neve                                      | Apja                                  | Születése | Házassága | Uralkodói hitvessé válása (koronázása)                                              | Uralkodói hitvesi terminus vége  | Halála         | Gyermekei                              | Házastársa        |

### Orseolo-ház, 1038–1041
| Neve | Házastársa |
| --- | ---------- |
| Bizonytalan, hogy egyáltalán volt-e felesége, vagy ha volt is, akkor valószínűleg csak a második uralmának vége után kötött házasságot, így első uralma alatt feltételezhetően nem volt hitvesi szerepű királyné 1038–1041 | I. Péter   |
| Neve | Házastársa |

### Aba-ház, 1041–1044
| Képe | Címere | Neve | Apja | Születése | Házassága | Uralkodói hitvessé válása (koronázása) | Uralkodói hitvesi terminus vége | Halála | Házastársa |
| --- | --- | --- | --- | --- | --- | --- | --- | --- | ---------- |
| Bizonytalan, hogy a felesége vagy az édesanyja volt Géza fejedelem lánya, akinek a neve nem szerepel a forrásokban, és így Aba Sámuel I. István sógora vagy unokaöccse volt, valamint felesége feltehetően meghalt a trónra lépte előtt, akitől több gyermeke is születhetett, ezért az is bizonytalan, hogy uralma alatt volt-e egyáltalán hitvesi szerepű királyné 1041–1044 | Bizonytalan, hogy a felesége vagy az édesanyja volt Géza fejedelem lánya, akinek a neve nem szerepel a forrásokban, és így Aba Sámuel I. István sógora vagy unokaöccse volt, valamint felesége feltehetően meghalt a trónra lépte előtt, akitől több gyermeke is születhetett, ezért az is bizonytalan, hogy uralma alatt volt-e egyáltalán hitvesi szerepű királyné 1041–1044 | Bizonytalan, hogy a felesége vagy az édesanyja volt Géza fejedelem lánya, akinek a neve nem szerepel a forrásokban, és így Aba Sámuel I. István sógora vagy unokaöccse volt, valamint felesége feltehetően meghalt a trónra lépte előtt, akitől több gyermeke is születhetett, ezért az is bizonytalan, hogy uralma alatt volt-e egyáltalán hitvesi szerepű királyné 1041–1044 | Bizonytalan, hogy a felesége vagy az édesanyja volt Géza fejedelem lánya, akinek a neve nem szerepel a forrásokban, és így Aba Sámuel I. István sógora vagy unokaöccse volt, valamint felesége feltehetően meghalt a trónra lépte előtt, akitől több gyermeke is születhetett, ezért az is bizonytalan, hogy uralma alatt volt-e egyáltalán hitvesi szerepű királyné 1041–1044 | Bizonytalan, hogy a felesége vagy az édesanyja volt Géza fejedelem lánya, akinek a neve nem szerepel a forrásokban, és így Aba Sámuel I. István sógora vagy unokaöccse volt, valamint felesége feltehetően meghalt a trónra lépte előtt, akitől több gyermeke is születhetett, ezért az is bizonytalan, hogy uralma alatt volt-e egyáltalán hitvesi szerepű királyné 1041–1044 | Bizonytalan, hogy a felesége vagy az édesanyja volt Géza fejedelem lánya, akinek a neve nem szerepel a forrásokban, és így Aba Sámuel I. István sógora vagy unokaöccse volt, valamint felesége feltehetően meghalt a trónra lépte előtt, akitől több gyermeke is születhetett, ezért az is bizonytalan, hogy uralma alatt volt-e egyáltalán hitvesi szerepű királyné 1041–1044 | Bizonytalan, hogy a felesége vagy az édesanyja volt Géza fejedelem lánya, akinek a neve nem szerepel a forrásokban, és így Aba Sámuel I. István sógora vagy unokaöccse volt, valamint felesége feltehetően meghalt a trónra lépte előtt, akitől több gyermeke is születhetett, ezért az is bizonytalan, hogy uralma alatt volt-e egyáltalán hitvesi szerepű királyné 1041–1044 | Bizonytalan, hogy a felesége vagy az édesanyja volt Géza fejedelem lánya, akinek a neve nem szerepel a forrásokban, és így Aba Sámuel I. István sógora vagy unokaöccse volt, valamint felesége feltehetően meghalt a trónra lépte előtt, akitől több gyermeke is születhetett, ezért az is bizonytalan, hogy uralma alatt volt-e egyáltalán hitvesi szerepű királyné 1041–1044 | Bizonytalan, hogy a felesége vagy az édesanyja volt Géza fejedelem lánya, akinek a neve nem szerepel a forrásokban, és így Aba Sámuel I. István sógora vagy unokaöccse volt, valamint felesége feltehetően meghalt a trónra lépte előtt, akitől több gyermeke is születhetett, ezért az is bizonytalan, hogy uralma alatt volt-e egyáltalán hitvesi szerepű királyné 1041–1044 | Aba Sámuel |
| Képe | Címere | Neve | Apja | Születése | Házassága | Uralkodói hitvessé válása (koronázása) | Uralkodói hitvesi terminus vége | Halála | Házastársa |

### Orseolo-ház, 1044–1046
| Képe | Címere | Neve | Apja | Születése | Házassága | Uralkodói hitvessé válása (koronázása) | Uralkodói hitvesi terminus vége | Halála | Házastársa |
| --- | --- | --- | --- | --- | --- | --- | --- | --- | ---------- |
| Bizonytalan, hogy egyáltalán volt-e felesége, vagy ha volt is, akkor valószínűleg csak bukása után kötött házasságot, így második uralma alatt sem volt feltételezhetően hitvesi szerepű királyné 1044–1046 | Bizonytalan, hogy egyáltalán volt-e felesége, vagy ha volt is, akkor valószínűleg csak bukása után kötött házasságot, így második uralma alatt sem volt feltételezhetően hitvesi szerepű királyné 1044–1046 | Bizonytalan, hogy egyáltalán volt-e felesége, vagy ha volt is, akkor valószínűleg csak bukása után kötött házasságot, így második uralma alatt sem volt feltételezhetően hitvesi szerepű királyné 1044–1046 | Bizonytalan, hogy egyáltalán volt-e felesége, vagy ha volt is, akkor valószínűleg csak bukása után kötött házasságot, így második uralma alatt sem volt feltételezhetően hitvesi szerepű királyné 1044–1046 | Bizonytalan, hogy egyáltalán volt-e felesége, vagy ha volt is, akkor valószínűleg csak bukása után kötött házasságot, így második uralma alatt sem volt feltételezhetően hitvesi szerepű királyné 1044–1046 | Bizonytalan, hogy egyáltalán volt-e felesége, vagy ha volt is, akkor valószínűleg csak bukása után kötött házasságot, így második uralma alatt sem volt feltételezhetően hitvesi szerepű királyné 1044–1046 | Bizonytalan, hogy egyáltalán volt-e felesége, vagy ha volt is, akkor valószínűleg csak bukása után kötött házasságot, így második uralma alatt sem volt feltételezhetően hitvesi szerepű királyné 1044–1046 | Bizonytalan, hogy egyáltalán volt-e felesége, vagy ha volt is, akkor valószínűleg csak bukása után kötött házasságot, így második uralma alatt sem volt feltételezhetően hitvesi szerepű királyné 1044–1046 | Bizonytalan, hogy egyáltalán volt-e felesége, vagy ha volt is, akkor valószínűleg csak bukása után kötött házasságot, így második uralma alatt sem volt feltételezhetően hitvesi szerepű királyné 1044–1046 | I. Péter   |
| Képe | Címere | Neve | Apja | Születése | Házassága | Uralkodói hitvessé válása (koronázása) | Uralkodói hitvesi terminus vége | Halála | Házastársa |

### Árpád-ház, 1046–1301
| Képe | Címere | Neve | Apja | Születése | Házassága | Uralkodói hitvessé válása (koronázása) | Uralkodói hitvesi terminus vége | Halála | Házastársa                |
| --- | --- | --- | --- | --- | --- | --- | --- | --- | ------------------------- |
| | | Rurik Anasztázia királyné | I. Jaroszláv kijevi nagyfejedelem (Rurik-dinasztia) | 1023 | 1037/38/39 | 1046. szeptember férje trónra lépte | 1060. november/december férje halála | 1074/96 | I. (Fehér) András (Endre) |
| - | | Lengyelországi Richeza királyné | II. Mieszko lengyel fejedelem (Piast-dinasztia) | 1013. szeptember 22. | 1033 körül | 1060. december 6. férje trónra lépte | 1063. szeptember 11. férje halála | 1075. május 21. | I. (Bajnok) Béla          |
| – | | Hauteville-i Felícia királyné | I. Roger szicíliai gróf (Hauteville-ház) | 1076 körül | 1097. május, Székesfehérvár | 1097. május, Székesfehérvár | 1102 körül/1110 (előtt) | 1102 körül/1110 (előtt) | (Könyves) Kálmán          |
| – | | Rurik Eufémia királyné | II. Vlagyimir kijevi nagyfejedelem (Rurik-dinasztia) | 1099 körül | 1112 | 1112 | 1113 körül Férje az állítólagos házasságtörése miatt eltaszítja, és hazaküldi a feleségét, aki egyes források szerint még várandós volt, más források szerint a már megszületett csecsemőjével, Borisz herceggel tért vissza hazájába. Ezt a fiát sohasem ismerte el Könyves Kálmán. | 1139. április 4. | (Könyves) Kálmán          |
| – | – | Capuai Krisztina ? királyné | I. Róbert capuai herceg | ? | ? ? jegyesség | ? ? jegyesség | 1121 előtt | 1121 előtt | II. István                |
| – | – | Riedenburgi Adelhaid ? királyné | Riedenburgi István regensburgi várgróf | ? | 1121 ? jegyesség | 1121 ? jegyesség | 1131. március 1. jegyese (férje) halála | ? | II. István                |
| | | Vukanović Ilona királyné | I. Uroš szerb nagyzsupán (Nemanjić-dinasztia) | 1109 után | 1127. augusztus 28. | 1131. március férje trónra lépte | 1141. február 13. férje halála | 1146 után | II. Béla                  |
| | | Rurik Eufrozina királyné | I. Msztyiszlav kijevi nagyfejedelem (Rurik-dinasztia) | 1130 | 1146 | 1146 | 1162. május 31. férje halála | 1193 | II. Géza                  |
| Felesége feltehetően meghalt a trónra lépte előtt, vagy még azelőtt elváltak, akitől egy lánya született, de uralkodása alatt nem volt hitvesi szerepű királyné 1162–1163 | Felesége feltehetően meghalt a trónra lépte előtt, vagy még azelőtt elváltak, akitől egy lánya született, de uralkodása alatt nem volt hitvesi szerepű királyné 1162–1163 | Felesége feltehetően meghalt a trónra lépte előtt, vagy még azelőtt elváltak, akitől egy lánya született, de uralkodása alatt nem volt hitvesi szerepű királyné 1162–1163 | Felesége feltehetően meghalt a trónra lépte előtt, vagy még azelőtt elváltak, akitől egy lánya született, de uralkodása alatt nem volt hitvesi szerepű királyné 1162–1163 | Felesége feltehetően meghalt a trónra lépte előtt, vagy még azelőtt elváltak, akitől egy lánya született, de uralkodása alatt nem volt hitvesi szerepű királyné 1162–1163 | Felesége feltehetően meghalt a trónra lépte előtt, vagy még azelőtt elváltak, akitől egy lánya született, de uralkodása alatt nem volt hitvesi szerepű királyné 1162–1163                                                                                    | Felesége feltehetően meghalt a trónra lépte előtt, vagy még azelőtt elváltak, akitől egy lánya született, de uralkodása alatt nem volt hitvesi szerepű királyné 1162–1163 | Felesége feltehetően meghalt a trónra lépte előtt, vagy még azelőtt elváltak, akitől egy lánya született, de uralkodása alatt nem volt hitvesi szerepű királyné 1162–1163 | Felesége feltehetően meghalt a trónra lépte előtt, vagy még azelőtt elváltak, akitől egy lánya született, de uralkodása alatt nem volt hitvesi szerepű királyné 1162–1163 | II. László                |
| – | | Komnéna Mária királyné | Komnénosz Izsák bizánci császári herceg, II. Jóannész bizánci császár fia és I. László magyar király anyai unokája (Komnénosz-ház)                                        | 1144 | 1156/57 | 1163. január 27. férje trónra lépte | 1165. április 11. férje halála | 1190 | IV. István                |
| – | | Jaroszlavna N. ? királyné | I. Jaroszláv halicsi herceg, Kálmán magyar király anyai unokája (Rurik-dinasztia)                                                                                         | 1150 után | 1166 előtt ? jegyesség | 1166 előtt ? jegyesség | 1166 körül válás (jegyesség felbontása) | 1166 után | III. István               |
| | | Babenbergi Ágnes királyné | II. Henrik osztrák herceg (Babenberg-ház) | 1154 körül | 1166, Bécs | 1166, Bécs | 1172. március 4. férje halála | 1182. január 13. | III. István               |
| | | Châtillon Anna (Ágnes) királyné | Châtillon Rajnald antiochiai fejedelem (Châtillon-ház) | 1154 | 1170 körül | 1172. március 4. férje trónra lépte | 1184 | 1184 | III. Béla                 |
| | | Capet Margit királyné | VII. Lajos francia király (Capeting-ház) | 1158 | 1186 | 1186 | 1196. április 24. férje halála | 1197. szeptember 1. | III. Béla                 |
| | | Aragóniai Konstancia királyné | II. Alfonz aragóniai király (Barcelonai-ház) | 1179/80 | 1198, Esztergom | 1198, Esztergom | 1204. november 30. férje halála | 1222. június 23. | I. Imre                   |
| Hatévesen meghalt, rövid uralma alatt anyja, Aragóniai Konstancia anyakirálynéi szerepet vitt, uralkodása alatt nem volt hitvesi szerepű királyné 1204–1205               | Hatévesen meghalt, rövid uralma alatt anyja, Aragóniai Konstancia anyakirálynéi szerepet vitt, uralkodása alatt nem volt hitvesi szerepű királyné 1204–1205               | Hatévesen meghalt, rövid uralma alatt anyja, Aragóniai Konstancia anyakirálynéi szerepet vitt, uralkodása alatt nem volt hitvesi szerepű királyné 1204–1205               | Hatévesen meghalt, rövid uralma alatt anyja, Aragóniai Konstancia anyakirálynéi szerepet vitt, uralkodása alatt nem volt hitvesi szerepű királyné 1204–1205               | Hatévesen meghalt, rövid uralma alatt anyja, Aragóniai Konstancia anyakirálynéi szerepet vitt, uralkodása alatt nem volt hitvesi szerepű királyné 1204–1205               | Hatévesen meghalt, rövid uralma alatt anyja, Aragóniai Konstancia anyakirálynéi szerepet vitt, uralkodása alatt nem volt hitvesi szerepű királyné 1204–1205                                                                                                  | Hatévesen meghalt, rövid uralma alatt anyja, Aragóniai Konstancia anyakirálynéi szerepet vitt, uralkodása alatt nem volt hitvesi szerepű királyné 1204–1205               | Hatévesen meghalt, rövid uralma alatt anyja, Aragóniai Konstancia anyakirálynéi szerepet vitt, uralkodása alatt nem volt hitvesi szerepű királyné 1204–1205 | Hatévesen meghalt, rövid uralma alatt anyja, Aragóniai Konstancia anyakirálynéi szerepet vitt, uralkodása alatt nem volt hitvesi szerepű királyné 1204–1205               | III. László               |
| | | Meráni Gertrúd királyné | IV. Bertold merániai herceg (Andechs-ház) | 1185. szeptember 24. | 1203 előtt | 1205. május 7. férje trónra lépte | 1213. szeptember 38. | 1213. szeptember 38. | II. András (Endre)        |
| – | | Courtenay Jolán királyné | I. Péter konstantinápolyi latin császár (Courtenay-ház, Capeting-ház) | 1197 | 1215. február | 1215. február | 1233. június | 1233. június | II. András (Endre)        |
| | | Estei Beatrix királyné | I. Alabrandino anconai őrgróf (Este-ház) | 1210 körül | 1234. május 14., Székesfehérvár | 1234. május 14., Székesfehérvár | 1235. szeptember 21. férje halála | 1239. július 11./1245. május 8. előtt | II. András (Endre)        |
| | | Laszkarisz Mária királyné | I. Theodórosz nikaiai császár (Laszkarisz-ház) | 1206 körül | 1220 Miután férjét még házasságuk előtt 1214-ben királlyá koronázták, így házasságuk révén Mária ifjabb királyné volt férje trónra léptéig. | 1235. szeptember 21. férje trónra lépése | 1270. május 3. férje halála | 1270 június 24./július 16. | IV. Béla                  |
| | | Kun Erzsébet királyné | ? Szejhán kun fejedelem (? Terter-ház) | 1240 | 1253 Miután férjét még házasságuk előtt 1246. január 10. előtt királlyá koronázták, így házasságuk révén Erzsébet ifjabb királyné volt férje trónra léptéig, mely címet 1262. december 5-étől már férje hivatalosan is ilyen formában (rex iunior) használt. | 1270. május 3. férje trónra lépése | 1272. augusztus 6. férje halála | 1290 után/1295 | V. István                 |
| – | | Anjou Izabella (Erzsébet) királyné | I. Károly szicíliai király (Anjou-ház) | 1261 | 1272. szeptember 5. | 1272. szeptember 5. | 1290. július 10. férje halála | 1290. december 20./1304. június 23./november 3. előtt | IV. László                |
| – | | Piast Fennena királyné | Ziemomysł kujáviai herceg (Piast-dinasztia) | 1276 | 1290. augusztus 19./szeptember 24. | 1290. augusztus 19./szeptember 24. | 1295. szeptember 8. után | 1295. szeptember 8. után | III. András               |
| | | Habsburg Ágnes királyné | I. Albert német király (Habsburg-ház) | 1281. május 13. | 1296. február 13., Bécs | 1296. február 13., Bécs | 1301. január 14. férje halála | 1364. június 10. | III. András               |
| Képe | Címere | Neve | Apja | Születése | Házassága | Uralkodói hitvessé válása (koronázása) | Uralkodói hitvesi terminus vége | Halála | Házastársa                |

### Přemysl-ház, 1301–1305
| Képe | Címere | Neve                                  | Apja                                         | Születése | Házassága                    | Uralkodói hitvessé válása (koronázása) | Uralkodói hitvesi terminus vége                                                                                                  | Halála               | Házastársa         |
| ---- | ------ | ------------------------------------- | -------------------------------------------- | --------- | ---------------------------- | -------------------------------------- | --- | -------------------- | ------------------ |
| –    |        | Árpád-házi Erzsébet nem lett királyné | III. András magyar király (Árpád-ház)        | 1292      | 1298. február 12. eljegyzése | 1301. május Vencel trónra lépése       | 1305. október 5. politikai okokból Vencel felbontotta az eljegyzést, ezért nem jöhetett létre a házasság, és nem vált királynévá | 1338. május 6.       | I. Vencel (László) |
| –    |        | Piast Viola királyné                  | I. Mieszko tescheni herceg (Piast-dinasztia) | 1287/1291 | 1305. október 5., Prága      | 1305. október 5., Prága                | 1305. október 9., Prága férje lemondása                                                                                          | 1317. szeptember 21. | I. Vencel (László) |
| Képe | Címere | Neve                                  | Apja                                         | Születése | Házassága                    | Uralkodói hitvessé válása (koronázása) | Uralkodói hitvesi terminus vége                                                                                                  | Halála               | Házastársa         |

### Wittelsbach-ház, 1305–1307/1312
| Képe | Címere | Neve                          | Apja                                         | Születése | Házassága | Uralkodói hitvessé válása (koronázása) | Uralkodói hitvesi terminus vége  | Halála             | Házastársa |
| ---- | ------ | ----------------------------- | -------------------------------------------- | --------- | --- | --- | -------------------------------- | ------------------ | ---------- |
| –    |        | Piast Ágnes névleges királyné | III. Henrik glogaui herceg (Piast-dinasztia) | 1293/96   | 1309. május 18. férje 1307-ben formális lemondás nélkül elhagyta Magyarországot, így ténylegesen sohasem lett királyné, csak a címet birtokolta | 1309. május 18. férje 1307-ben formális lemondás nélkül elhagyta Magyarországot, így ténylegesen sohasem lett királyné, csak a címet birtokolta | 1312. szeptember 9. férje halála | 1361. december 25. | I. Ottó    |
| Képe | Címere | Neve                          | Apja                                         | Születése | Házassága | Uralkodói hitvessé válása (koronázása) | Uralkodói hitvesi terminus vége  | Halála             | Házastársa |

### Anjou-ház, 1308–1395
| Képe | Címere | Neve | Apja                                            | Születése         | Házassága | Uralkodói hitvessé válása (koronázása) | Uralkodói hitvesi terminus vége                                                                             | Halála                 | Házastársa         |
| ---- | ------ | --- | ----------------------------------------------- | ----------------- | --- | --- | --- | ---------------------- | ------------------ |
| –    |        | Rurik Mária királyné | ? I. Leó halicsi fejedelem (Rurik-dinasztia)    | ?                 | 1306. június 23. előtt. | 1308. november 27., Pest férjét elismerik törvényes magyar királynak | 1309 | 1309                   | I. Károly (Róbert) |
|      |        | Piast Mária királyné | II. Kázmér beuteni herceg (Piast-dinasztia)     | 1295 előtt        | 1311 | 1311 | 1318. július 12. után                                                                                       | 1318. július 12. után  | I. Károly (Róbert) |
| –    |        | Luxemburgi Beatrix királyné | VII. Henrik német-római császár (Luxemburg-ház) | 1305              | 1318. szeptember | 1318. szeptember | 1319. november 11.                                                                                          | 1319. november 11.     | I. Károly (Róbert) |
|      |        | Piast Erzsébet királyné | I. Ulászló lengyel király (Piast-dinasztia)     | 1305.             | 1320. július 6. | 1320. július 6. | 1342. július 16. férje halála                                                                               | 1380. december 29.     | I. Károly (Róbert) |
| –    |        | Luxemburgi Margit királyné | IV. Károly német-római császár (Luxemburg-ház)  | 1335. május 24.   | 1348 | 1348 | 1349. szeptember 7.                                                                                         | 1349. szeptember 7.    | I. (Nagy) Lajos    |
|      |        | Kotromanić Erzsébet királyné | II. István bosnyák bán (Kotromanić-ház)         | 1339/40           | 1353. június 20. (körül) | 1353. június 20. (körül) | 1382. szeptember 10. férje halála                                                                           | 1387. január 16. körül | I. (Nagy) Lajos    |
|      |        | Orléans-i Lajos a király(nő) férje felhatalmazás nélkül Magyarország királya                                                                  | V. Károly francia király (Valois-ház)           | 1372. március 13. | 1385. április per procuram (képviselők útján) Felvette a Magyarország királya címet, ami azonban nem járt neki automatikusan a házasságkötéssel, és amely címet ennek ellenére még hosszú ideig használt, a válásuk után is, bár sohasem járt Magyarországon. A velenceiek ugyanis megakadályozták a gyors ideutazásban, így Mária kénytelen volt érvényteleníttetni a névleges házasságukat, mert IV. Vencel német és cseh király kikényszerítette, hogy az ő öccsével, Mária korábbi jegyesével, Zsigmonddal kösse meg a már régen eltervezett házasságot. | 1385. április per procuram (képviselők útján) Felvette a Magyarország királya címet, ami azonban nem járt neki automatikusan a házasságkötéssel, és amely címet ennek ellenére még hosszú ideig használt, a válásuk után is, bár sohasem járt Magyarországon. A velenceiek ugyanis megakadályozták a gyors ideutazásban, így Mária kénytelen volt érvényteleníttetni a névleges házasságukat, mert IV. Vencel német és cseh király kikényszerítette, hogy az ő öccsével, Mária korábbi jegyesével, Zsigmonddal kösse meg a már régen eltervezett házasságot. | 1385. augusztus előtt egyházi érvénytelenítés                                                               | 1407. november 23.     | I. Mária           |
|      |        | Luxemburgi Zsigmond a király(nő) férje | IV. Károly német-római császár (Luxemburg-ház)  | 1368. február 14. | 1385. november 1., Buda Felesége első uralma alatt nem kapott semmilyen címet a házasságával Magyarországon, egyszerűen a király(nő) férje volt, akit a német-római birodalmi címe után csak brandenburgi őrgrófnak tituláltak. | 1385. november 1., Buda Felesége első uralma alatt nem kapott semmilyen címet a házasságával Magyarországon, egyszerűen a király(nő) férje volt, akit a német-római birodalmi címe után csak brandenburgi őrgrófnak tituláltak. | 1385. december felesége lemondása                                                                           | 1437. december 9.      | I. Mária           |
|      |        | Durazzói Margit királyné | I. Károly durazzói herceg (Anjou-ház)           | 1347. július 28.  | 1369. január 24., Nápoly | 1385. december férjét magyar királlyá választják 1385. december 31., Székesfehérvár férjét magyar királlyá koronázzák | 1386. február 7. férje elleni merénylet, amelynek következtében elveszti hatalmát és pár héten belül életét | 1412. augusztus 6.     | II. (Kis) Károly   |
|      |        | Luxemburgi Zsigmond a király(nő) férje újra majd Magyarország ura és védője majd Magyarország védője és főkapitánya majd Magyarország királya | IV. Károly német-római császár (Luxemburg-ház)  | 1368. február 14. | 1385. november 1., Buda | 1386. február 7. felesége restaurációja 1386. november 22. (előtt) Felesége és anyósa elfogása után, valamint fogságban tartásuk miatt Zsigmond megkapja a Magyarország ura és védője majd az év végén a Magyarország védője és főkapitánya címeket. 1387. március 31., Székesfehérvár Anyósa meggyilkolása után és felesége további fogva tartása okán Zsigmondot királlyá koronázzák, és ezzel társuralkodói rangra emelkedik felesége mellett. | 1395. május 17. Mária halálát követően Zsigmond egyeduralkodóvá válik.                                      | 1437. december 9.      | I. Mária           |
| Képe | Címere | Neve | Apja                                            | Születése         | Házassága | Uralkodói hitvessé válása (koronázása) | Uralkodói hitvesi terminus vége                                                                             | Halála                 | Házastársa         |

### Luxemburgi-ház, 1387–1437
| Képe | Címere | Neve                              | Apja                                         | Születése         | Házassága | Uralkodói hitvessé válása (koronázása) | Uralkodói hitvesi terminus vége | Halála                                                                | Házastársa |
| ---- | ------ | --------------------------------- | -------------------------------------------- | ----------------- | --- | --- | --- | --------------------------------------------------------------------- | ---------- |
|      |        | I. Mária király nem volt királyné | I. Lajos magyar király (Anjou-ház)           | 1371. április 14. | 1385. november 1., Buda | 1387. március 31., Székesfehérvár Zsigmondot királlyá koronázzák, és ezzel társuralkodói rangra emelkedik Mária mellett                                    | 1395. május 17. Mária halálát követően Zsigmond egyeduralkodóvá válik | 1395. május 17. Mária halálát követően Zsigmond egyeduralkodóvá válik | Zsigmond   |
| –    |        | Briegi Margit nem lett királyné   | VIII. Henrik briegi herceg (Piast-dinasztia) | 1380/84           | 1396. május 11. eljegyzése, de Zsigmond király 1401. április 8-án kelt okiratában hitvestársának (conthoralis) és nem jegyesének (sponsa) nevezi Margitot. | 1396. május 11. eljegyzése, de Zsigmond király 1401. április 8-án kelt okiratában hitvestársának (conthoralis) és nem jegyesének (sponsa) nevezi Margitot. | 1401. április 28. Zsigmondot Budán a bárók elfogják és fogságba vetik, amelyből csak úgy szabadulhat, ha eljegyzi Cillei Hermann lányát, Borbálát, így kénytelen felbontani a Margittal kötött eljegyzését, ezért nem jöhetett létre a házasság, és Margit nem vált királynévá | 1409. október 2. után                                                 | Zsigmond   |
|      |        | Cillei Borbála királyné           | Cillei Hermann (Cillei család)               | 1392              | 1405. december 6., Székesfehérvár házasságkötése és koronázása                                                                                             | 1405. december 6., Székesfehérvár házasságkötése és koronázása                                                                                             | 1437. december 9. férje halála | 1451. július 11.                                                      | Zsigmond   |
| Képe | Címere | Neve                              | Apja                                         | Születése         | Házassága | Uralkodói hitvessé válása (koronázása) | Uralkodói hitvesi terminus vége | Halála                                                                | Házastársa |

### Habsburg-ház, 1437–1439
| Képe | Címere | Neve                         | Apja                                   | Születése        | Házassága                     | Uralkodói hitvessé válása (koronázása)                                                           | Uralkodói hitvesi terminus vége | Halála             | Házastársa |
| ---- | ------ | ---------------------------- | -------------------------------------- | ---------------- | ----------------------------- | ------------------------------------------------------------------------------------------------ | ------------------------------- | ------------------ | ---------- |
|      |        | Luxemburgi Erzsébet királyné | Zsigmond magyar király (Luxemburg-ház) | 1409. október 7. | 1421. szeptember 28., Pozsony | 1437. december 18., Pozsony férje királlyá választása 1438. január 1., Székesfehérvár koronázása | 1439. október 27. férje halála  | 1442. december 19. | I. Albert  |
| Képe | Címere | Neve                         | Apja                                   | Születése        | Házassága                     | Uralkodói hitvessé válása (koronázása)                                                           | Uralkodói hitvesi terminus vége | Halála             | Házastársa |

### Jagelló-ház, 1440–1444
| Képe | Címere | Neve                            | Apja                                | Születése         | Házassága                           | Uralkodói hitvessé válása (koronázása) | Uralkodói hitvesi terminus vége                                                               | Halála             | Házastársa |
| ---- | ------ | ------------------------------- | ----------------------------------- | ----------------- | ----------------------------------- | -------------------------------------- | --------------------------------------------------------------------------------------------- | ------------------ | ---------- |
|      |        | Habsburg Anna nem lett királyné | Albert magyar király (Habsburg-ház) | 1432. április 12. | 1442. december 13., Győr eljegyzése | 1442. december 13., Győr eljegyzése    | 1444. november 10. jegyese halála miatt nem jöhetett létre a házasság, és nem vált királynévá | 1462. november 14. | I. Ulászló |
| Képe | Címere | Neve                            | Apja                                | Születése         | Házassága                           | Uralkodói hitvessé válása (koronázása) | Uralkodói hitvesi terminus vége                                                               | Halála             | Házastársa |

### Habsburg-ház, 1440/53–1457
| Képe | Címere | Neve                              | Apja                                    | Születése         | Házassága | Uralkodói hitvessé válása (koronázása)                                                                          | Uralkodói hitvesi terminus vége                                                               | Halála           | Házastársa             |
| ---- | ------ | --------------------------------- | --------------------------------------- | ----------------- | --- | --- | --------------------------------------------------------------------------------------------- | ---------------- | ---------------------- |
|      |        | Valois Magdolna nem lett királyné | VII. Károly francia király (Valois-ház) | 1443. december 1. | 1457. szeptember, Bécs eljegyzése (1458. január-február, Prága a házasságkötés kijelölt időpontja és helyszíne) | 1457. szeptember, Bécs eljegyzése (1458. január-február, Prága a házasságkötés kijelölt időpontja és helyszíne) | 1457. november 23. jegyese halála miatt nem jöhetett létre a házasság, és nem vált királynévá | 1495. január 23. | V. (Utószülött) László |
| Képe | Címere | Neve                              | Apja                                    | Születése         | Házassága | Uralkodói hitvessé válása (koronázása)                                                                          | Uralkodói hitvesi terminus vége                                                               | Halála           | Házastársa             |

### Hunyadi-ház, 1458–1490
| Képe | Címere | Neve                       | Apja                                         | Születése          | Házassága                                                       | Uralkodói hitvessé válása (koronázása)                          | Uralkodói hitvesi terminus vége | Halála               | Gyermekei     | Házastársa |
| ---- | ------ | -------------------------- | -------------------------------------------- | ------------------ | --------------------------------------------------------------- | --------------------------------------------------------------- | ------------------------------- | -------------------- | ------------- | ---------- |
|      |        | Podjebrád Katalin királyné | I. György cseh király (Podjebrád-ház)        | 1449. november 11. | 1463. május 1., Buda                                            | 1463. május 1., Buda                                            | 1464. március 8.                | 1464. március 8.     | N. (fiú)      | I. Mátyás  |
|      |        | Aragóniai Beatrix királyné | I. Ferdinánd nápolyi király (Trastámara-ház) | 1457. november 14. | 1476. december 12., Székesfehérvár házasságkötése és koronázása | 1476. december 12., Székesfehérvár házasságkötése és koronázása | 1490. április 6. férje halála   | 1508. szeptember 23. | nem születtek | I. Mátyás  |
| Képe | Címere | Neve                       | Apja                                         | Születése          | Házassága                                                       | Uralkodói hitvessé válása (koronázása)                          | Uralkodói hitvesi terminus vége | Halála               | Házastársa    |            |

### Jagelló-ház, 1490–1526
| Képe | Címere | Neve                                     | Apja                                                        | Születése            | Házassága                                                                              | Uralkodói hitvessé válása (koronázása)                            | Uralkodói hitvesi terminus vége  | Halála               | Gyermekei            | Házastársa  |
| ---- | ------ | ---------------------------------------- | ----------------------------------------------------------- | -------------------- | -------------------------------------------------------------------------------------- | ----------------------------------------------------------------- | -------------------------------- | -------------------- | -------------------- | ----------- |
| –    |        | Brandenburgi Borbála névleges királyné   | III. Albert Achilles brandenburgi őrgróf (Hohenzollern-ház) | 1464. május 30.      | 1476. augusztus 20., Frankfurt per procuram (képviselők útján létrejött) házasságkötés | 1490. július 15. férjét magyar királlyá választják                | 1500. április 3., Róma válása    | 1515. szeptember 4.  | nem születtek        | II. Ulászló |
|      |        | Aragóniai Beatrix újra névleges királyné | I. Ferdinánd nápolyi király (Trastámara-ház)                | 1457. november 14.   | 1490. október 4., Esztergom                                                            | 1490. október 4., Esztergom                                       | 1500. április 3., Róma válása    | 1508. szeptember 23. | nem születtek        | II. Ulászló |
|      |        | Candale-i Anna királyné                  | II. Gaston János candale-i gróf (Foix-ház)                  | 1484                 | 1502. szeptember 29., Székesfehérvár házasságkötése és koronázása                      | 1502. szeptember 29., Székesfehérvár házasságkötése és koronázása | 1506. július 26.                 | 1506. július 26.     | 1. Anna 2. II. Lajos | II. Ulászló |
|      |        | Habsburg Mária királyné                  | I. Fülöp kasztíliai király (Habsburg-ház)                   | 1505. szeptember 17. | 1521. december 11., Székesfehérvár házasságkötése és koronázása                        | 1521. december 11., Székesfehérvár házasságkötése és koronázása   | 1526. augusztus 29. férje halála | 1558. október 18.    | nem születtek        | II. Lajos   |
| Képe | Címere | Neve                                     | Apja                                                        | Születése            | Házassága                                                                              | Uralkodói hitvessé válása (koronázása)                            | Uralkodói hitvesi terminus vége  | Halála               | Házastársa           |             |

### Habsburg-ház, 1526–1564
| Képe | Címere | Neve                  | Apja                                    | Születése        | Házassága             | Uralkodói hitvessé válása (koronázása)                                                             | Uralkodói hitvesi terminus vége | Halála           | Házastársa   |
| ---- | ------ | --------------------- | --------------------------------------- | ---------------- | --------------------- | -------------------------------------------------------------------------------------------------- | ------------------------------- | ---------------- | ------------ |
|      |        | Jagelló Anna királyné | II. Ulászló magyar király (Jagelló-ház) | 1503. július 23. | 1521. május 26., Linz | 1526. december 17., Pozsony férje királlyá választása 1527. november 4., Székesfehérvár koronázása | 1547. január 27.                | 1547. január 27. | I. Ferdinánd |
| Képe | Címere | Neve                  | Apja                                    | Születése        | Házassága             | Uralkodói hitvessé válása (koronázása)                                                             | Uralkodói hitvesi terminus vége | Halála           | Házastársa   |

### Szapolyai-ház, 1526–1570/71
| Képe | Címere | Neve                                     | Apja                                     | Születése         | Házassága                                                          | Uralkodói hitvessé válása (koronázása)                             | Uralkodói hitvesi terminus vége   | Halála               | Házastársa           |
| ---- | ------ | ---------------------------------------- | ---------------------------------------- | ----------------- | ------------------------------------------------------------------ | ------------------------------------------------------------------ | --------------------------------- | -------------------- | -------------------- |
|      |        | Jagelló Izabella királyné                | I. Zsigmond lengyel király (Jagelló-ház) | 1519. január 18.  | 1539. március 2., Székesfehérvár házasságkötése és koronázása      | 1539. március 2., Székesfehérvár házasságkötése és koronázása      | 1540. július 17./21. férje halála | 1559. szeptember 15. | I. János             |
|      |        | Wittelsbach Mária Anna nem lett királyné | V. Albert bajor herceg (Wittelsbach-ház) | 1551. március 21. | 1570. augusztus 16. jegyesévé válik a speyeri szerződés értelmében | 1570. augusztus 16. jegyesévé válik a speyeri szerződés értelmében | 1571. március 14. jegyese halála  | 1608. április 29.    | II. János (Zsigmond) |
| Képe | Címere | Neve                                     | Apja                                     | Születése         | Házassága                                                          | Uralkodói hitvessé válása (koronázása)                             | Uralkodói hitvesi terminus vége   | Halála               | Házastársa           |

### Habsburg-ház, 1564–1620
| Képe | Címere | Neve | Apja | Születése                                                                                                   | Házassága                                                                                                   | Uralkodói hitvessé válása (koronázása) | Uralkodói hitvesi terminus vége                                                                             | Halála | Házastársa    |
| --- | --- | --- | --- | --- | --- | --- | --- | --- | ------------- |
| | | Habsburg Mária királyné                                                                                     | V. Károly német-római császár (Habsburg-ház)                                                                | 1528. június 21.                                                                                            | 1548. szeptember 13., Valladolid                                                                            | 1563. szeptember 8., Pozsony férje királlyá koronázása trónörökösként 1563. szeptember 9., Pozsony Mária saját koronázása trónörökösnéként 1564. július 25. férje trónra lépte | 1576. október 12. férje halála                                                                              | 1603. február 26.                                                                                           | I. Miksa      |
| Nem nősült meg, uralkodása alatt nem volt királyné 1576–1608                                                | Nem nősült meg, uralkodása alatt nem volt királyné 1576–1608                                                | Nem nősült meg, uralkodása alatt nem volt királyné 1576–1608                                                | Nem nősült meg, uralkodása alatt nem volt királyné 1576–1608                                                | Nem nősült meg, uralkodása alatt nem volt királyné 1576–1608                                                | Nem nősült meg, uralkodása alatt nem volt királyné 1576–1608                                                | Nem nősült meg, uralkodása alatt nem volt királyné 1576–1608 | Nem nősült meg, uralkodása alatt nem volt királyné 1576–1608                                                | Nem nősült meg, uralkodása alatt nem volt királyné 1576–1608                                                | I. Rudolf     |
| | | Habsburg Anna királyné                                                                                      | II. Ferdinánd osztrák főherceg (Habsburg-ház)                                                               | 1585. október 4.                                                                                            | 1611. december 4., Bécs házasságkötése 1613. március 25., Pozsony koronázása                                | 1611. december 4., Bécs házasságkötése 1613. március 25., Pozsony koronázása                                                                                                   | 1618. december 14.                                                                                          | 1618. december 14.                                                                                          | II. Mátyás    |
| Első felesége meghalt a trónra lépte előtt, első magyarországi uralkodása alatt nem volt királyné 1619–1620 | Első felesége meghalt a trónra lépte előtt, első magyarországi uralkodása alatt nem volt királyné 1619–1620 | Első felesége meghalt a trónra lépte előtt, első magyarországi uralkodása alatt nem volt királyné 1619–1620 | Első felesége meghalt a trónra lépte előtt, első magyarországi uralkodása alatt nem volt királyné 1619–1620 | Első felesége meghalt a trónra lépte előtt, első magyarországi uralkodása alatt nem volt királyné 1619–1620 | Első felesége meghalt a trónra lépte előtt, első magyarországi uralkodása alatt nem volt királyné 1619–1620 | Első felesége meghalt a trónra lépte előtt, első magyarországi uralkodása alatt nem volt királyné 1619–1620                                                                    | Első felesége meghalt a trónra lépte előtt, első magyarországi uralkodása alatt nem volt királyné 1619–1620 | Első felesége meghalt a trónra lépte előtt, első magyarországi uralkodása alatt nem volt királyné 1619–1620 | II. Ferdinánd |
| Képe | Címere | Neve | Apja | Születése                                                                                                   | Házassága                                                                                                   | Uralkodói hitvessé válása (koronázása) | Uralkodói hitvesi terminus vége                                                                             | Halála | Házastársa    |

### Habsburg-ház, 1621–1707
| Képe | Címere | Neve | Apja | Születése | Házassága | Uralkodói hitvessé válása (koronázása) | Uralkodói hitvesi terminus vége | Halála | Házastársa     |
| --- | --- | --- | --- | --- | --- | --- | --- | --- | -------------- |
| | | Gonzaga Eleonóra királyné | I. Vince mantovai herceg (Gonzaga-család) | 1598. szeptember 23, | 1622. február 4., Innsbruck házasságkötése 1622. július 26., Sopron koronázása | 1622. február 4., Innsbruck házasságkötése 1622. július 26., Sopron koronázása                                                                                               | 1637. február 15. férje halála | 1655. június 27. | II. Ferdinánd  |
| | | Habsburg Mária Anna királyné | III. Fülöp spanyol király (Habsburg-ház) | 1606. augusztus 18. | 1631. február 20., Bécs Miután férjét még házasságuk előtt 1625. december 8-án Sopronban királlyá koronázták, így házasságuk révén Mária Anna ifjabb királyné volt férje trónra léptéig.    | 1637. február 15. férje trónra lépése 1638. február 14., Pozsony koronázása                                                                                                  | 1646. május 13. | 1646. május 13. | III. Ferdinánd |
| | | Habsburg Mária Leopoldina királyné | V. Lipót osztrák főherceg (Habsburg-ház) | 1632. április 6. | 1648. július 2., Linz | 1648. július 2., Linz | 1649. augusztus 7. | 1649. augusztus 7. | III. Ferdinánd |
| | | Gonzaga Eleonóra királyné | II. Károly mantovai herceg (Gonzaga-család) | 1630. november 18. | 1651. április 30., Bécsújhely házasságkötése 1655. június 6., Pozsony koronázása | 1651. április 30., Bécsújhely házasságkötése 1655. június 6., Pozsony koronázása                                                                                             | 1657. április 2. férje halála | 1686 december 6. | III. Ferdinánd |
| Nem nősült meg, apja uralkodása idején meghalt, sohasem uralkodott, de magyar királlyá koronázták, így IV. Ferdinánd révén nem volt ifjabb királynéja az országnak 1647–1654 | Nem nősült meg, apja uralkodása idején meghalt, sohasem uralkodott, de magyar királlyá koronázták, így IV. Ferdinánd révén nem volt ifjabb királynéja az országnak 1647–1654 | Nem nősült meg, apja uralkodása idején meghalt, sohasem uralkodott, de magyar királlyá koronázták, így IV. Ferdinánd révén nem volt ifjabb királynéja az országnak 1647–1654 | Nem nősült meg, apja uralkodása idején meghalt, sohasem uralkodott, de magyar királlyá koronázták, így IV. Ferdinánd révén nem volt ifjabb királynéja az országnak 1647–1654 | Nem nősült meg, apja uralkodása idején meghalt, sohasem uralkodott, de magyar királlyá koronázták, így IV. Ferdinánd révén nem volt ifjabb királynéja az országnak 1647–1654 | Nem nősült meg, apja uralkodása idején meghalt, sohasem uralkodott, de magyar királlyá koronázták, így IV. Ferdinánd révén nem volt ifjabb királynéja az országnak 1647–1654                | Nem nősült meg, apja uralkodása idején meghalt, sohasem uralkodott, de magyar királlyá koronázták, így IV. Ferdinánd révén nem volt ifjabb királynéja az országnak 1647–1654 | Nem nősült meg, apja uralkodása idején meghalt, sohasem uralkodott, de magyar királlyá koronázták, így IV. Ferdinánd révén nem volt ifjabb királynéja az országnak 1647–1654 | Nem nősült meg, apja uralkodása idején meghalt, sohasem uralkodott, de magyar királlyá koronázták, így IV. Ferdinánd révén nem volt ifjabb királynéja az országnak 1647–1654 | IV. Ferdinánd  |
| | | Habsburg Margit Terézia királyné | IV. Fülöp spanyol király (Habsburg-ház) | 1651. augusztus 12. | 1666. december 5., Bécs | 1666. december 5., Bécs | 1673. március 12. | 1673. március 12. | I. Lipót       |
| | | Habsburg Klaudia Felicitas királyné | Ferdinánd Károly osztrák főherceg (Habsburg-ház) | 1653. május 30. | 1673. október 15., Graz | 1673. október 15., Graz | 1676. április 8. | 1676. április 8. | I. Lipót       |
| | | Pfalz–Neuburgi Eleonóra Magdolna királyné | Fülöp Vilmos pfalzi választófejedelem (Wittelsbach-ház) | 1655. január 6. | 1676. december 14., Passau házasságkötése 1681. november 9., Sopron koronázása | 1676. december 14., Passau házasságkötése 1681. november 9., Sopron koronázása                                                                                               | 1705. május 5. férje halála | 1720. január 19. | I. Lipót       |
| | | Braunschweig–Lüneburgi Vilma Amália királyné | János Frigyes calenberg–göttingeni fejedelem (Welf-ház) | 1673. április 21. | 1699. február 24., Bécs Miután férjét még házasságuk előtt 1687. december 9-én Pozsonyban királlyá koronázták, így házasságuk révén Vilma Amália ifjabb királyné volt férje trónra léptéig. | 1705. május 5. férje trónra lépése | 1707. június 13. férje trónfosztása | 1742. április 10. | I. József      |
| Képe | Címere | Neve | Apja | Születése | Házassága | Uralkodói hitvessé válása (koronázása) | Uralkodói hitvesi terminus vége | Halála | Házastársa     |

### Interregnum, 1707–1711
| Képe | Címere | Neve | Apja | Születése | Házassága | Uralkodói hitvessé válása (koronázása) | Uralkodói hitvesi terminus vége | Halála | Házastársa  |
| --- | --- | --- | --- | --- | --- | --- | --- | --- | ----------- |
| Az ónodi országgyűlés a Habsburg-ház trónfosztásával interregnumot hirdetett, ezzel a trónt betöltetlennek nyilvánította, de a Szatmári béke hatályba lépésével a Rákóczi-szabadságharc elbukik. Ebben az időszakban hivatalban levő királyné nem volt. 1707. június 13. – 1711. május 1. | Az ónodi országgyűlés a Habsburg-ház trónfosztásával interregnumot hirdetett, ezzel a trónt betöltetlennek nyilvánította, de a Szatmári béke hatályba lépésével a Rákóczi-szabadságharc elbukik. Ebben az időszakban hivatalban levő királyné nem volt. 1707. június 13. – 1711. május 1. | Az ónodi országgyűlés a Habsburg-ház trónfosztásával interregnumot hirdetett, ezzel a trónt betöltetlennek nyilvánította, de a Szatmári béke hatályba lépésével a Rákóczi-szabadságharc elbukik. Ebben az időszakban hivatalban levő királyné nem volt. 1707. június 13. – 1711. május 1. | Az ónodi országgyűlés a Habsburg-ház trónfosztásával interregnumot hirdetett, ezzel a trónt betöltetlennek nyilvánította, de a Szatmári béke hatályba lépésével a Rákóczi-szabadságharc elbukik. Ebben az időszakban hivatalban levő királyné nem volt. 1707. június 13. – 1711. május 1. | Az ónodi országgyűlés a Habsburg-ház trónfosztásával interregnumot hirdetett, ezzel a trónt betöltetlennek nyilvánította, de a Szatmári béke hatályba lépésével a Rákóczi-szabadságharc elbukik. Ebben az időszakban hivatalban levő királyné nem volt. 1707. június 13. – 1711. május 1. | Az ónodi országgyűlés a Habsburg-ház trónfosztásával interregnumot hirdetett, ezzel a trónt betöltetlennek nyilvánította, de a Szatmári béke hatályba lépésével a Rákóczi-szabadságharc elbukik. Ebben az időszakban hivatalban levő királyné nem volt. 1707. június 13. – 1711. május 1. | Az ónodi országgyűlés a Habsburg-ház trónfosztásával interregnumot hirdetett, ezzel a trónt betöltetlennek nyilvánította, de a Szatmári béke hatályba lépésével a Rákóczi-szabadságharc elbukik. Ebben az időszakban hivatalban levő királyné nem volt. 1707. június 13. – 1711. május 1. | Az ónodi országgyűlés a Habsburg-ház trónfosztásával interregnumot hirdetett, ezzel a trónt betöltetlennek nyilvánította, de a Szatmári béke hatályba lépésével a Rákóczi-szabadságharc elbukik. Ebben az időszakban hivatalban levő királyné nem volt. 1707. június 13. – 1711. május 1. | Az ónodi országgyűlés a Habsburg-ház trónfosztásával interregnumot hirdetett, ezzel a trónt betöltetlennek nyilvánította, de a Szatmári béke hatályba lépésével a Rákóczi-szabadságharc elbukik. Ebben az időszakban hivatalban levő királyné nem volt. 1707. június 13. – 1711. május 1. | Interregnum |
| Képe | Címere | Neve | Apja | Születése | Házassága | Uralkodói hitvessé válása (koronázása) | Uralkodói hitvesi terminus vége | Halála | Házastársa  |

### Habsburg-ház, 1711–1780
| Képe | Címere | Neve                                                                 | Apja                                                         | Születése           | Házassága                     | Uralkodói hitvessé válása (koronázása) | Uralkodói hitvesi terminus vége | Halála              | Házastársa    |
| ---- | ------ | -------------------------------------------------------------------- | ------------------------------------------------------------ | ------------------- | ----------------------------- | --- | ------------------------------- | ------------------- | ------------- |
|      |        | Braunschweigi Erzsébet királyné                                      | Lajos Rudolf braunschweig–wolfenbütteli fejedelem (Welf-ház) | 1691. augusztus 28. | 1708. augusztus 1., Barcelona | 1711. május 1. Férje a Szatmári béke hatályba lépésével és a Rákóczi-szabadságharc bukása miatt, valamint a bátyjának, I. Józsefnek fiú örökös nélküli halála után foglalja el a magyar trónt. 1714. október 18., Pozsony koronázása | 1740. október 20. férje halála  | 1750. december 21.  | III. Károly   |
|      |        | Lotaringiai Ferenc István a király(nő) férje majd iure uxoris király | I. Lipót lotaringiai herceg (Vaudémont-ház)                  | 1708. december 8.   | 1736. február 12., Bécs       | 1740. október 20. felesége trónra lépte 1741. szeptember 21. magyar királyként esküt tesz az országgyűlés előtt Pozsonyban, és ezzel társuralkodói rangra emelkedett felesége mellett Magyarországon                                 | 1765. augusztus 18.             | 1765. augusztus 18. | Mária Terézia |
| Képe | Címere | Neve                                                                 | Apja                                                         | Születése           | Házassága                     | Uralkodói hitvessé válása (koronázása) | Uralkodói hitvesi terminus vége | Halála              | Házastársa    |

### Habsburg–Lotaringiai-ház, 1765–1848
| Képe | Címere | Neve                                     | Apja                                                                            | Születése            | Házassága | Uralkodói hitvessé válása (koronázása) | Uralkodói hitvesi terminus vége   | Halála            | Házastársa   |
| ---- | ------ | ---------------------------------------- | ------------------------------------------------------------------------------- | -------------------- | --- | --- | --------------------------------- | ----------------- | ------------ |
|      |        | Wittelsbach Mária Jozefa királyné        | VII. Károly német-római császár (Wittelsbach-ház)                               | 1739. március 30.    | 1765. január 23., Bécs | 1765. augusztus 18. Mária Terézia a férje, Lotaringiai Ferenc István halála után társuralkodóvá nevezi ki a fiát az országaiban és tartományaiban, aki így ifjabb király lesz Magyarországon is. | 1767. május 28.                   | 1767. május 28.   | II. József   |
|      |        | Bourbon Mária Ludovika királyné          | III. Károly spanyol király (Bourbon-ház)                                        | 1745. november 24.   | 1765. augusztus 5., Innsbruck | 1790. február 20. férje trónra lépése | 1792. március 1. férje halála     | 1792. május 15.   | II. Lipót    |
|      |        | Bourbon–Szicíliai Mária Terézia királyné | I. Ferdinánd nápoly–szicíliai király (Bourbon-ház)                              | 1772. június 6.      | 1790. augusztus 19., Bécs | 1792. március 1. férje trónra lépése 1792. június 6., Buda koronázása | 1807. április 13.                 | 1807. április 13. | I. Ferenc    |
|      |        | Habsburg–Estei Mária Ludovika királyné   | Habsburg–Lotaringiai Ferdinánd Károly Antal főherceg (Habsburg–Lotaringiai-ház) | 1787. december 14.   | 1808. január 6., Bécs házasságkötése 1808. szeptember 7., Pozsony koronázása | 1808. január 6., Bécs házasságkötése 1808. szeptember 7., Pozsony koronázása | 1816. április 7.                  | 1816. április 7.  | I. Ferenc    |
|      |        | Wittelsbach Karolina Auguszta királyné   | I. Miksa bajor király (Wittelsbach-ház)                                         | 1792. február 8.     | 1816. november 10., Bécs házasságkötése 1825. szeptember 25., Pozsony koronázása | 1816. november 10., Bécs házasságkötése 1825. szeptember 25., Pozsony koronázása | 1835. március 2. férje halála     | 1873. február 9.  | I. Ferenc    |
|      |        | Savoyai Mária Anna Pia királyné          | I. Viktor Emánuel szárd–piemonti király (Savoyai-ház)                           | 1803. szeptember 19. | 1831. február 27., Bécs Miután férjét még házasságuk előtt 1830. szeptember 28-án Pozsonyban királlyá koronázták, így házasságuk révén Mária Anna Pia ifjabb királyné volt férje trónra léptéig. | 1835. március 2. férje trónra lépése | 1848. december 2. férje lemondása | 1884. május 4.    | V. Ferdinánd |
| Képe | Címere | Neve                                     | Apja                                                                            | Születése            | Házassága | Uralkodói hitvessé válása (koronázása) | Uralkodói hitvesi terminus vége   | Halála            | Házastársa   |

### Interregnum, 1848–1867
| Képe | Címere | Neve | Apja | Születése | Házassága | Uralkodói hitvessé válása (koronázása) | Uralkodói hitvesi terminus vége | Halála | Házastársa  |
| --- | --- | --- | --- | --- | --- | --- | --- | --- | ----------- |
| Ebben az időszakban hivatalban levő királyné nem volt. 1848. december 2. – 1867. június 6.: A magyar országgyűlés nem ismerte el V. Ferdinánd lemondását és I. Ferenc József trónra lépését a kiegyezésig, 1867-ig. | Ebben az időszakban hivatalban levő királyné nem volt. 1848. december 2. – 1867. június 6.: A magyar országgyűlés nem ismerte el V. Ferdinánd lemondását és I. Ferenc József trónra lépését a kiegyezésig, 1867-ig. | Ebben az időszakban hivatalban levő királyné nem volt. 1848. december 2. – 1867. június 6.: A magyar országgyűlés nem ismerte el V. Ferdinánd lemondását és I. Ferenc József trónra lépését a kiegyezésig, 1867-ig. | Ebben az időszakban hivatalban levő királyné nem volt. 1848. december 2. – 1867. június 6.: A magyar országgyűlés nem ismerte el V. Ferdinánd lemondását és I. Ferenc József trónra lépését a kiegyezésig, 1867-ig. | Ebben az időszakban hivatalban levő királyné nem volt. 1848. december 2. – 1867. június 6.: A magyar országgyűlés nem ismerte el V. Ferdinánd lemondását és I. Ferenc József trónra lépését a kiegyezésig, 1867-ig. | Ebben az időszakban hivatalban levő királyné nem volt. 1848. december 2. – 1867. június 6.: A magyar országgyűlés nem ismerte el V. Ferdinánd lemondását és I. Ferenc József trónra lépését a kiegyezésig, 1867-ig. | Ebben az időszakban hivatalban levő királyné nem volt. 1848. december 2. – 1867. június 6.: A magyar országgyűlés nem ismerte el V. Ferdinánd lemondását és I. Ferenc József trónra lépését a kiegyezésig, 1867-ig. | Ebben az időszakban hivatalban levő királyné nem volt. 1848. december 2. – 1867. június 6.: A magyar országgyűlés nem ismerte el V. Ferdinánd lemondását és I. Ferenc József trónra lépését a kiegyezésig, 1867-ig. | Ebben az időszakban hivatalban levő királyné nem volt. 1848. december 2. – 1867. június 6.: A magyar országgyűlés nem ismerte el V. Ferdinánd lemondását és I. Ferenc József trónra lépését a kiegyezésig, 1867-ig. | Interregnum |
| Képe | Címere | Neve | Apja | Születése | Házassága | Uralkodói hitvessé válása (koronázása) | Uralkodói hitvesi terminus vége | Halála | Házastársa  |

### Habsburg–Lotaringiai-ház, 1867–1918
| Képe | Címere | Neve                          | Apja                                        | Születése          | Házassága                                 | Uralkodói hitvessé válása (koronázása) | Uralkodói hitvesi terminus vége                                                                                                 | Halála               | Házastársa       |
| ---- | ------ | ----------------------------- | ------------------------------------------- | ------------------ | ----------------------------------------- | --- | --- | -------------------- | ---------------- |
|      |        | Wittelsbach Erzsébet királyné | Miksa József bajor herceg (Wittelsbach-ház) | 1837. december 24. | 1854. április 24., Bécs                   | 1867. június 8., Buda Erzsébet és a férje koronázása: a kiegyezés révén férje Magyarország törvényes, de facto és de iure értelemben is királya lesz a koronázása által | 1898. szeptember 10. | 1898. szeptember 10. | I. Ferenc József |
|      |        | Bourbon–parmai Zita királyné  | I. Róbert parmai herceg (Bourbon-ház)       | 1892. május 9.     | 1911. október 21., Schwarzau am Steinfeld | 1916. november 21. férje trónra lépése 1916. december 30., Budapest koronázása                                                                                          | 1918. november 13. az eckartsaui nyilatkozatban férje lemond az államügyek intézéséről és uralkodói jogairól, bár a trónról nem | 1989. március 14.    | IV. Károly       |
| Képe | Címere | Neve                          | Apja                                        | Születése          | Házassága                                 | Uralkodói hitvessé válása (koronázása) | Uralkodói hitvesi terminus vége                                                                                                 | Halála               | Házastársa       |

### Népköztársaság és Tanácsköztársaság, 1918–1920
1918. november 16-ától 1919. március 21-éig Magyarország népköztársaság, 1919. március 21-étől 1919. augusztus 1-jéig tanácsköztársaság, míg 1919. augusztus 1-étől 1920. március 1-jéig ismét népköztársaság volt, ezért ebben az időszakban hivatalban levő királyné nem volt.

### Király nélküli királyság, 1920–1946
Ebben az időszakban hivatalban levő királyné nem volt. 1920. március 1. – 1946. február 1.: IV. Károly sikertelen visszatérési kísérletei következtében 1921. november 6-án trónfosztották a Habsburg-házat.

### 1946-tól napjainkig
1946. február 1-jével újra megszűnt a királyság, így azóta hivatalban levő királyné nem volt.